# Цыганово (Томская область)
Цыга́ново — село в Зырянском районе Томской области, Россия. Входит в состав Зырянского сельского поселения.

## География
Село располагается на северо-западе Зырянского района, на берегу одной из проток реки Курья. По Чулыму (в 2,5 км северо-восточнее Цыганова) проходит административная граница с Первомайским районом. С юга мимо Цыганова проходит автомобильная трасса, соединяющая Больше-Дорохово с Тегульдетом транзитом через Зырянское.

## Население
| 1926 | 2002 | 2010 | 2012 | 2013 | 2014 | 2015 |
| ---- | ---- | ---- | ---- | ---- | ---- | ---- |
| 766  | ↘583 | ↘480 | ↘478 | ↘471 | ↗472 | ↘451 |
| 2016 | 2021 |      |      |      |      |      |
| ↘448 | ↘374 |      |      |      |      |      |

## Социальная сфера и экономика
В посёлке есть фельдшерско-акушерский пункт, средняя общеобразовательная школа, Дом культуры и библиотека. 
Основа местной экономической жизни — сельское хозяйство и розничная торговля.

## Известные жители и уроженцы
- Игнатов, Геннадий Иванович — поэт, писатель, краевед, почётный гражданин города Асино.